# Nhà thờ Các thánh ở Humenné
Nhà thờ Các thánh ở Humenné (tiếng Slovakia: Kostol Všetkých svätých v Humenné) là một tòa nhà thiêng liêng được xây dựng theo phong cách kiến trúc Gothic, tọa lạc ở phía tây bắc của thị trấn Humenné, vùng Prešov, Slovakia. Đây là nhà thờ theo kiểu Gothic cực đông ở Slovakia. Vào ngày 24 tháng 4 năm 1963, nhà thờ này được ghi danh vào Danh sách Di tích Trung ương theo quyết định của Bộ Văn hóa Cộng hòa Slovakia.

## Lịch sử
Nhà thờ cùng tu viện Phanxicô ở Humenné được xây dựng vào thế kỷ 14 và 15. Ban đầu, nhà thờ và tu viện dành để tôn kính Đức Trinh Nữ Maria. Năm 1531, các tu sĩ Dòng Phanxicô rời khỏi Humenné. Nguyên nhân chính dẫn đến việc này có lẽ là một trận hỏa hoạn lớn bùng phát tại thị trấn vào năm 1529. Nhà thờ Đức Mẹ Đồng trinh và tu viện Phanxicô nằm liền kề nhau đã trở thành nạn nhân của đám cháy và bị thiêu rụi hoàn toàn. Sau này, các tu sĩ Dòng Tên đến Humenné và phục hồi tu viện. Tu viện bị thiêu rụi một lần nữa vào năm 1676, do quân đội của Imrich Tököli phá hủy, và chỉ được sửa chữa vào đầu thế kỷ 18. Công việc trùng tu nội thất nhà thờ được thực hiện vào các năm: 1816, 1906 và 1911.